# Schloss Hohenburg (Hohenburg)

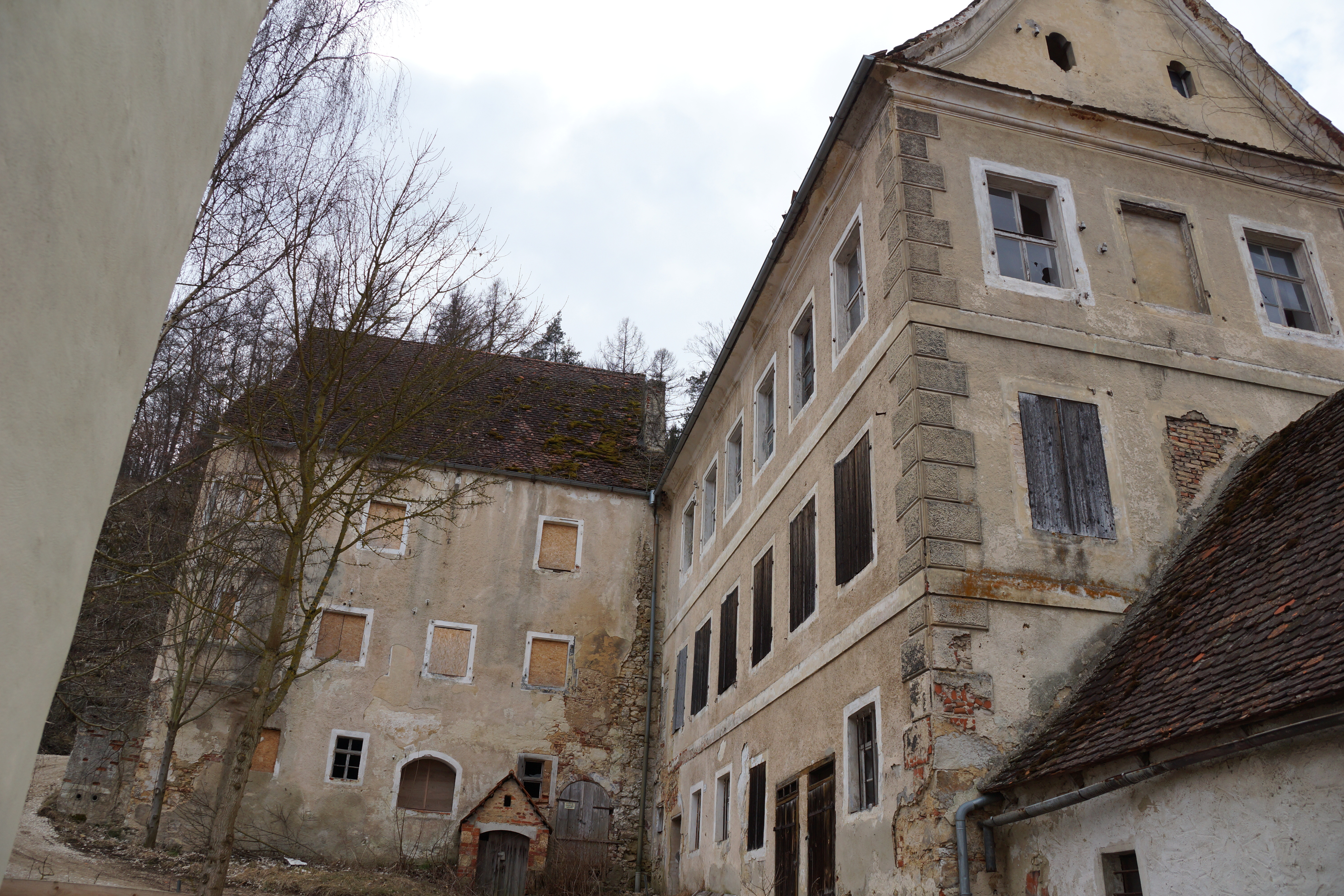
Pflegschloss Hohenburg

Das Schloss Hohenburg, auch Pflegschloss oder Pfleghof Hohenburg genannt, ist ein Schloss in dem oberpfälzischen Markt Hohenburg im Landkreis Amberg-Sulzbach von Bayern. Die Anlage wird als Bodendenkmal unter der Aktennummer D-3-6736-0138 im Bayernatlas als „archäologische Befunde der frühen Neuzeit im Bereich des ehem. Pflegschlosses von Hohenburg“ geführt. Ebenso ist sie unter der Aktennummer D-3-71-129-26 als denkmalgeschütztes Baudenkmal von Hohenburg verzeichnet.

## Geschichte
Das Pflegschloss wurde 1575 errichtet, weil die Burg Hohenburg für den Zeitgeschmack nicht mehr wohnlich genug und auf dem Schloßberg nicht einfach erreichbar war; deshalb wurde für den bischöflichen Pfleger im Ort ein neues Amtsgebäude errichtet. Für die Unterbringung des Regensburger Bischofs dienten die sogenannten Fürstenzimmer im Schloss. Später wurde es als Pfründnerhaus verwendet. Nach der Säkularisation wurde aus dem Pfleghof ein Armenhaus.

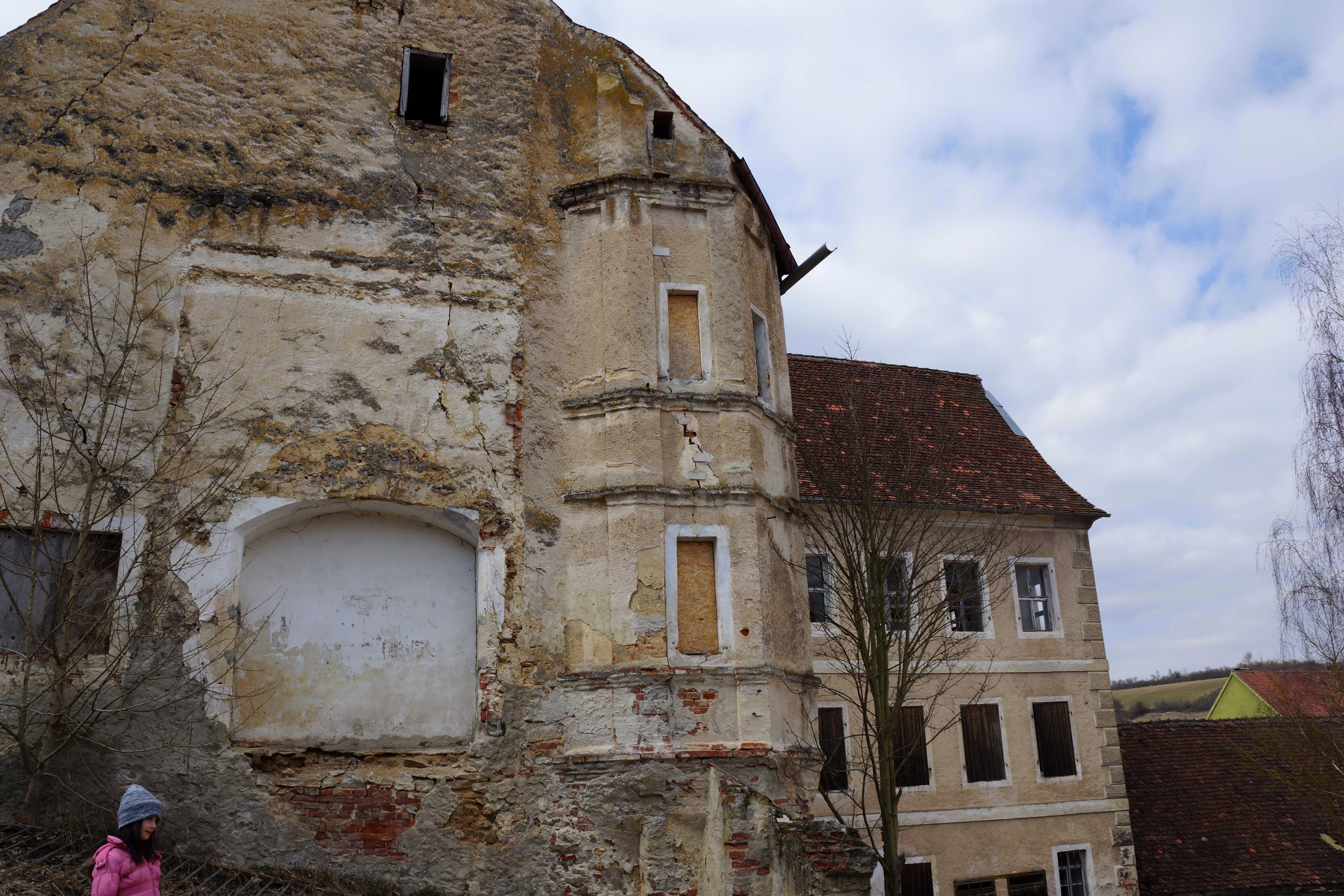
Pflegschloss Hohenburg

## Baulichkeit
Der vor 1600 entstandene Renaissancebau ist dreigeschossig, mit einem Satteldach gedeckt sowie mit einem sechsseitigen Erker an der Südostseite versehen. Das Schloss wurde 1686 durch den Bau eines Erweiterungstraktes vergrößert. Zu dem Schloss gehört hangseitig ein eingefriedeter und teilweise terrassierter ehemaliger Garten.
Im Moment steht das Pflegschloss im Eigentum der Gemeinde Hohenburg. Eine Perspektive für das leerstehende und dringend renovierungsbedürftige Schloss gibt es derzeit (2020) nicht.